# چم بلبل
چم بلبل، روستایی از توابع بخش بوستان شهرستان باشت در استان کهگیلویه و بویراحمد ایران است.

## جمعیت
این روستا در دهستان بوستان قرار دارد و براساس سرشماری مرکز آمار ایران در سال ۱۳۸۵، جمعیت آن ۲۰۳ نفر (۴۱خانوار) بوده‌است.

## پوشش گیاهی
از نظر پوشش گیاهی مناطق کوهستانی و ساحلی روستا با هم متفاوتند.در مناطق کوهستانی،درختان بلوط،کنار،بادام وحشی و کلخنگ و در مناطق ساحلی درختان گز، بید و چمنزار ها عمده پوشش گیاهی را شامل می شوند.رودخانه بریم که پس از پیوستن به چند رودخانه دیگر یکی از سرشاخه های اصلی کارون را تشکیل می دهد تمام مسیر روستا را طی می کند و به همین علت اقتصاد و پوشش گیاهی روستا به شدت تحت تاثیر وجود این رودخانه است.این رودحانه که ازاستان فارس سرچشمه می گیرد مرز میان استان کهگیلویه و بویر احمد و شهرستان گچساران با استان فارس را تشکیل می دهد.